# Charles Bouvier
Charles Bouvier   (Suïssa, 28 d'agost de 1898 - Suïssa i Ginebra, 1964) fou un futbolista i pilot de bobsleigh suís que va competir durant les dècades de 1920 1930.
Començà la seva carrera esportiva jugant com a defensa de futbol. El 1924 fou seleccionat per disputar la competició de futbol dels Jocs Olímpics de París, on l'equip guanyà la medalla de plata, però ell no disputà cap partit. Pel que fa a clubs, defensà els colors del Servette FC entre 1920 i 1931. Amb la selecció nacional jugà 5 partits entre 1922 i 1924.
Posteriorment, el 1936 va prendre part en els Jocs Olímpics de Garmisch-Partenkirchen, on guanyà la medalla d'or en la prova de bobs a 4, fent equip amb Pierre Musy, Arnold Gartmann i Joseph Beerli. En la prova de bobs a 2, fent parella amb Reto Capadrutt, fou setè.